# Мандзій Андрій Васильович
Андрі́й Васи́льович Мандзі́й (нар. 19 лютого 1988, Кременець Тернопільська область, Україна) — український спортсмен-саночник. Учасник зимових Олімпійських ігор (2014). Майстер спорту України.

## Життєпис
Андрій Мандзій народився в Кременці, що на Тернопільщині, де й почав у 2000 році займатися санним спортом у ДЮСШ «Колос» під проводом Василя Казмірука.
Закінчив Львівський державний університет фізичної культури.

## Спортивні досягнення
У 2011 році Андрій став переможцем престижного турніру із санкороликів «Кубок Бони».
13-14 грудня 2013 року на V етапі Кубку світу з санного спорту, що відбувся в американському місті Парк-Сіті, Андрій Мандзій здобув право виступати на зимових Олімпійських іграх 2014 у Сочі. 8-9 лютого в рамках найголовніших зимових змагань чотириріччя відбулися одиночні заїзди чоловіків-саночників за результатами яких Мандзій посів 31 підсумкове місце.

## Виступи на Олімпійських іграх
| Змагання                     | Місто     | Одиноч. | Естаф. |
| ---------------------------- | --------- | ------- | ------ |
| Зимові Олімпійські ігри 2014 | Сочі      | 31      | -      |
| Зимові Олімпійські ігри 2018 | Пхьончхан | 40      |        |